# Napoli magica
Napoli magica è un film documentario italiano del 2022 diretto e interpretato da Marco D'Amore.

## Trama
Il film è un viaggio nel cuore di una delle città più antiche del mondo. Tra mito, leggenda, nei tunnel sotterranei della città, dalla Sirena di Partenope, al fiume "fantasma", da Virgilio Mago alla maledizione della Gaiola, dal mito di Iside all’enigmatica Y di Forcella, dai filosofi-maghi al diavolo della Pietrasanta, dalle Compagnie della Morte ai cori perduti delle fate. Questo e molto altro ancora è Napoli. Un documentario che esplora Napoli e le sue meraviglie: non soltanto i luoghi più conosciuti, ma anche quella realtà nascosta della città sotterranea, tra cunicoli scavati per centinaia di anni ed altri posti iconici ed affascinanti, tra cui il cimitero delle Fontanelle, Castel dell’Ovo, la cappella del Cristo Velato e le Catacombe di San Gaudioso. Ma Napoli non è solo luoghi, quant'anche figure straordinarie e sfuggevoli: la sirena Parthenope, o’ munaciello, le anime pezzentelle, Pulcinella. In un continuo gioco di opposti, viene raccontata una realtà unica, che nasconde con dedizione i suoi spiriti, le voci antiche, i suoi miti e i suoi fantasmi. Napoli può essere un semplice sguardo ma anche un’infinità di vedute, evocando sentimenti contrastanti. Che la si osservi dal mare, o dalle montagne che la sovrastano, la città partenopea assume ogni volta nuovi colori, che cambiano da una stagione all’altra, rimanendo assolutamente fantastici.

## Distribuzione
Il film è stato presentato in anteprima il 26 novembre 2022 al Torino Film Festival 2022 ed è stato distribuito nelle sale cinematografiche italiane il successivo 5 dicembre.